# Отель «Мэриголд». Заселение продолжается
«Отель „Мэриголд“. Заселение продолжается» (англ. The Second Best Exotic Marigold Hotel) — художественный фильм, комедия британского режиссёра Джона Мэддена. Является продолжением фильма «Отель „Мэриголд“. Лучший из экзотических».

## Сюжет
Через восемь месяцев после событий, происходивших в первой части фильма, Сонни вместе со своей помощницей миссис Доннелли решает открыть второй отель. Для получения инвестиций они обращаются в американскую компанию, которая, выслушав их план, обещает прислать в «Мэриголд» инспектора. Но одновременное появление сразу двух новых постояльцев мешает понять, кто же из них инспектор, а кто — просто гость.

## В ролях
- Дев Патель — Сонни Капур
- Мэгги Смит — Мюриэль Доннелли
- Дэвид Стрэтэйрн
- Джуди Денч — Эвелин Гринслейд
- Билл Найи — Дуглас Эйнсли
- Селия Имри — Мадж Хардкасл
- Рональд Пикап — Норман Казнс
- Дайана Хардкасл — Кэрол
- Сабхраджоти Барат — Хари
- Ричард Гир — Гай Чемберс
- Пенелопа Уилтон — Джин Эйнсли